# 佐野智之
佐野 智之（さの ともゆき、1977年12月14日 - ）は、東京都北区出身の元サッカー選手、指導者でポジションはGK。

## 来歴
城北高等学校から日本文理大学を経て、2000年に関東サッカーリーグに昇格した佐川急便東京SCに加入。翌2001年よりJFL昇格したチームにおいて、至近距離への反応の良さを生かしてレギュラーGKとして活躍し、12月9日の天皇杯3回戦ではJ1の名古屋グランパスエイトを相手に、4-0と圧勝した試合にも出場した。
2002年にプロ経験の豊富な加藤竜二が加入して以降はリザーブとして過ごす時期も長くなったものの、2005年には再度レギュラーGKとしてリーグ戦全試合出場を果たした。この年の天皇杯3回戦ではコンサドーレ札幌を2-0と下し、チームが再びJリーグクラブに対する勝利を挙げた試合にも出場した。
2006年以降は出場機会が減少し、2007年にチームが合併・移転して設立された佐川急便SC（後のSAGAWA SHIGA FC）に加わるも出場はなく、この年をもって引退。翌2008年より、チームが活動停止する2012年までSAGAWA SHIGAのアカデミーコーチを務めた。
以後も指導者として活動を継続し、2016年よりJFAアカデミー福島男子GKコーチを務めたのち、2019年よりガンバ大阪U-23GKコーチに着任し、2021年からは同クラブアカデミーリードGKコーチを務める。

## 所属クラブ
- 城北高等学校
- 日本文理大学
- 佐川急便東京SC/佐川急便SC/SAGAWA SHIGA FC（2000 - 2007）
- エリースFC・DX

## 個人成績
| 国内大会個人成績 | 国内大会個人成績 | 国内大会個人成績 | 国内大会個人成績 | 国内大会個人成績                       | 国内大会個人成績 | 国内大会個人成績  | 国内大会個人成績  | 国内大会個人成績 | 国内大会個人成績 | 国内大会個人成績 | 国内大会個人成績 |
| 年度             | クラブ           | 背番号           | リーグ           | リーグ戦                               | リーグ戦         | リーグ杯          | リーグ杯          | オープン杯       | オープン杯       | 期間通算         | 期間通算         |
| 年度             | クラブ           | 背番号           | リーグ           | 出場                                   | 得点             | 出場              | 得点              | 出場             | 得点             | 出場             | 得点             |
| 日本             | 日本             | 日本             | 日本             | リーグ戦                               | リーグ戦         | リーグ杯          | リーグ杯          | 天皇杯           | 天皇杯           | 期間通算         | 期間通算         |
| ---------------- | ---------------- | ---------------- | ---------------- | -------------------------------------- | ---------------- | ----------------- | ----------------- | ---------------- | ---------------- | ---------------- | ---------------- |
| 2000             | 佐川東京         |                  | 関東             |                                        |                  | -                 | -                 | -                | -                |                  |                  |
| 2001             | 佐川東京         | 12               | JFL              | 28                                     | 0                | -                 | -                 |                  |                  |                  |                  |
| 2002             | 佐川東京         | 12               | JFL              | 6                                      | 0                | -                 | -                 | -                | -                |                  |                  |
| 2003             | 佐川東京         | 12               | JFL              | 2                                      | 0                | -                 | -                 |                  |                  |                  |                  |
| 2004             | 佐川東京         | 12               | JFL              | 18                                     | 0                | -                 | -                 |                  |                  |                  |                  |
| 2005             | 佐川東京         | 1                | JFL              | 30                                     | 0                | -                 | -                 | 3                | 0                | 33               | 0                |
| 2006             | 佐川東京         | 1                | JFL              | 9                                      | 0                | -                 | -                 | -                | -                | 9                | 0                |
| 2007             | 佐川急便         | 1                | JFL              | 0                                      | 0                | -                 | -                 | 0                | 0                | 0                | 0                |
| 2014             | エリースDX       | 1                | 東京都2部        |                                        |                  | -                 | -                 | -                | -                |                  |                  |
| 通算             | 日本             | 日本             | JFL              | 93                                     | 0                | -\|\|\|\|\|\|\|\| | -\|\|\|\|\|\|\|\| |                  |                  |                  |                  |
| 総通算           | 総通算           | 総通算           | 総通算           | \|\|\|\|colspan="2"\|-\|\|\|\|\|\|\|\| |                  |                   |                   |                  |                  |                  |                  |

## 指導歴
- 2008年 - 2012年 SAGAWA SHIGA FC アカデミーコーチ
- フェリーチェスポーツクラブ[7]
- 2016年 - 2018年 JFAアカデミー福島 男子GKコーチ[8]
- 2019年 - 2020年 ガンバ大阪U-23GKコーチ[9]
- 2021年 -  ガンバ大阪アカデミーリードGKコーチ[10]